# Barros Blancos
Ne doit pas être confondu avec Barro Blanco.
Barros Blancos est une municipalité et une ville du département de Canelones en Uruguay, située dans la métropole de Montevideo, dont elle est une extension résidentielle au nord-est de la conurbation. C'est avant tout une cité-dortoir en forte expansion.

## Géographie
La ville de Barros Blancos est située au nord-est de Montevideo, sans accès au littoral, dans une large zone  de collines mollement ondulées.

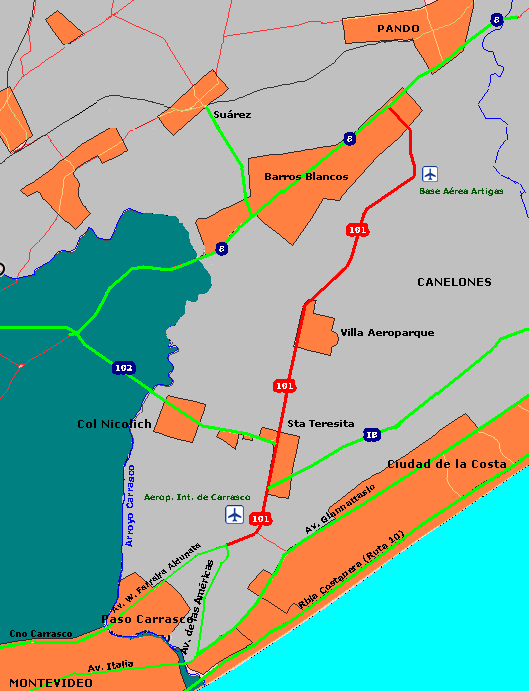
Situation de Barros Blancos sur la carte urbaine de la partie nord-est de la métropole de Montevideo.

La ville est longée par la Route 8, au nord-est de Montevideo, sur la même route en direction de Pando, également au nord de Colonia Nicolich et au sud-ouest de Toledo et Suárez.
Elle est devenue un centre résidentiel, industriel et économique multiforme qui, à l'origine, n'était qu'un petit village.
Ce centre urbain s'est étiré anarchiquement, sans plan urbain d'ensemble, principalement le long d'axes routiers, dont la Route 101, au nord-est de la capitale Montevideo, sur une longueur d'est en ouest, de plus de six kilomètres.
Barros Blancos a tiré son développement de par sa proximité de la capitale et du nouvel aéroport de Montevideo-Carrasco construit dans la commune résidentielle de Ciudad de la Costa.

## Historique sommaire
Fondée en 1952, la ville, qui n'a alors que le statut de village (en espagnol: pueblo), est totalement dépourvue des services publics, d'électricité, de téléphone et d'adduction en eau potable.
Dans les décennies suivantes, ce vaste espace rural est progressivement transformé en zone semi urbaine avec l'implantation d'habitations, d'écoles et de lycées, d'usines (travail du cuir, fabrique de peintures) et d'aménagements d'axes routiers importants comme la Route 101 qui contourne Montevideo par le nord et permet l'accès au nouvel Aéroport international 
de Carrasco au nord-est de la capitale.
Barros Blancos est rebaptisée en 1976 Capitán Juan Antonio Artigas avant de retrouver son nom original en 2007.
C'est en 1994 qu'elle obtient le statut de ville (en espagnol: ciudad).
Au tournant du nouveau siècle, la ville a poursuivi son industrialisation par des usines d'abattage de viandes, de fabriques de conserves, de scieries, puis elle s'est transformée en centre de services (entrepôts et garages) facilité par la modernisation des voies routières.
Du fait de son essor résidentiel, de nombreux équipements se sont établis (campus universitaire, complexes sportifs, centre culturel...). Elle est maintenant la troisième ville du département de Canelones après Ciudad de la Costa et Las Piedras.

## Démographie
Selon le recensement de 2011, Barros Blancos affiche une population de 31 650 habitants,,.
En 2010, l' Intendencia de Canelones avait enregistré une population de 28 610 pour la municipalité durant les élections.
| Année | Population |
| ----- | ---------- |
| 1963  | 5 324      |
| 1975  | 8 311      |
| 1985  | 10 585     |
| 1996  | 13 464     |
| 2004  | 13 553     |
| 2011  | 31 650*    |

Source: Instituto Nacional de Estadística de Uruguay

## Galerie

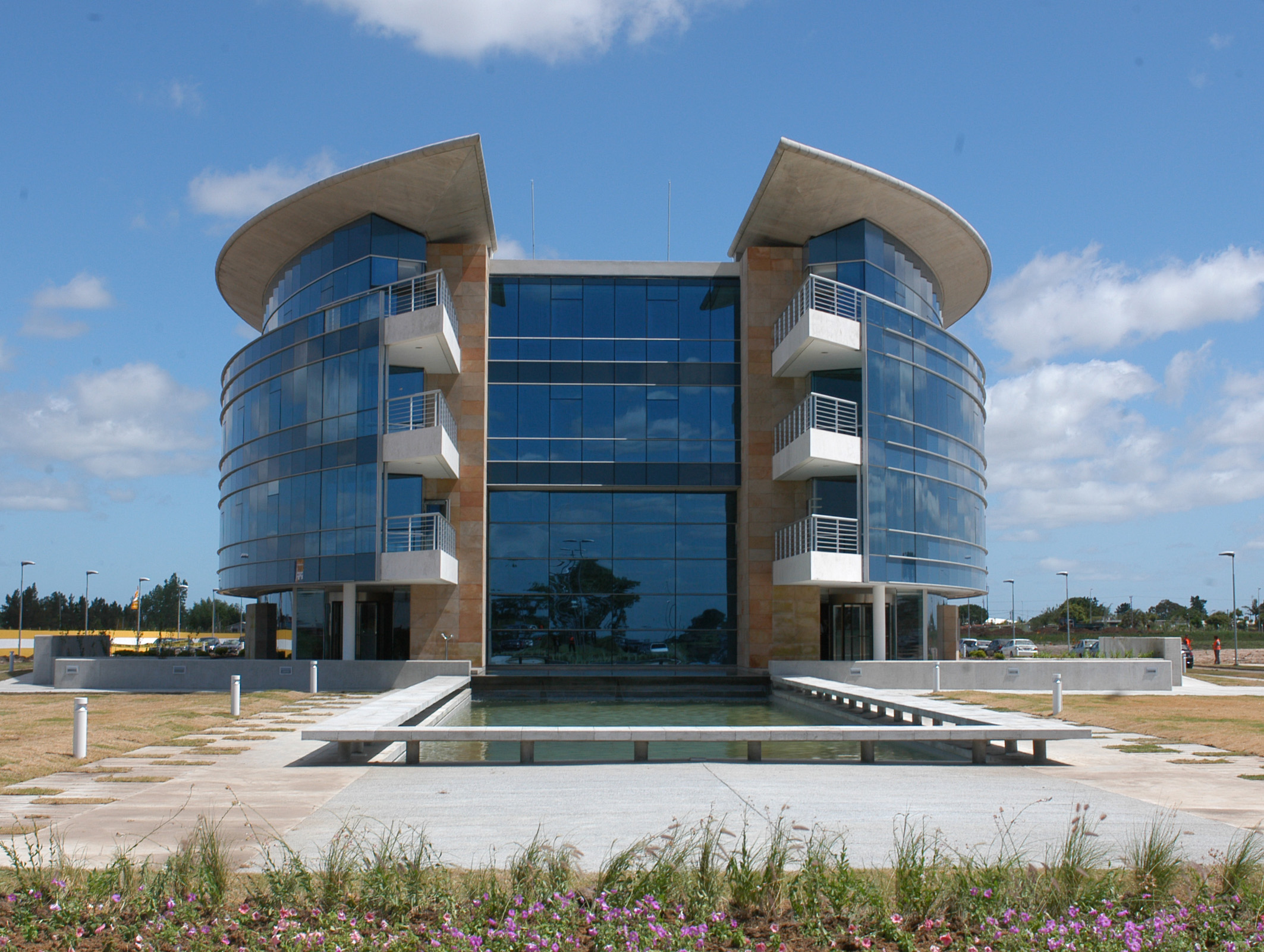
Le parc scientifique universitaire de Barros Blancos.
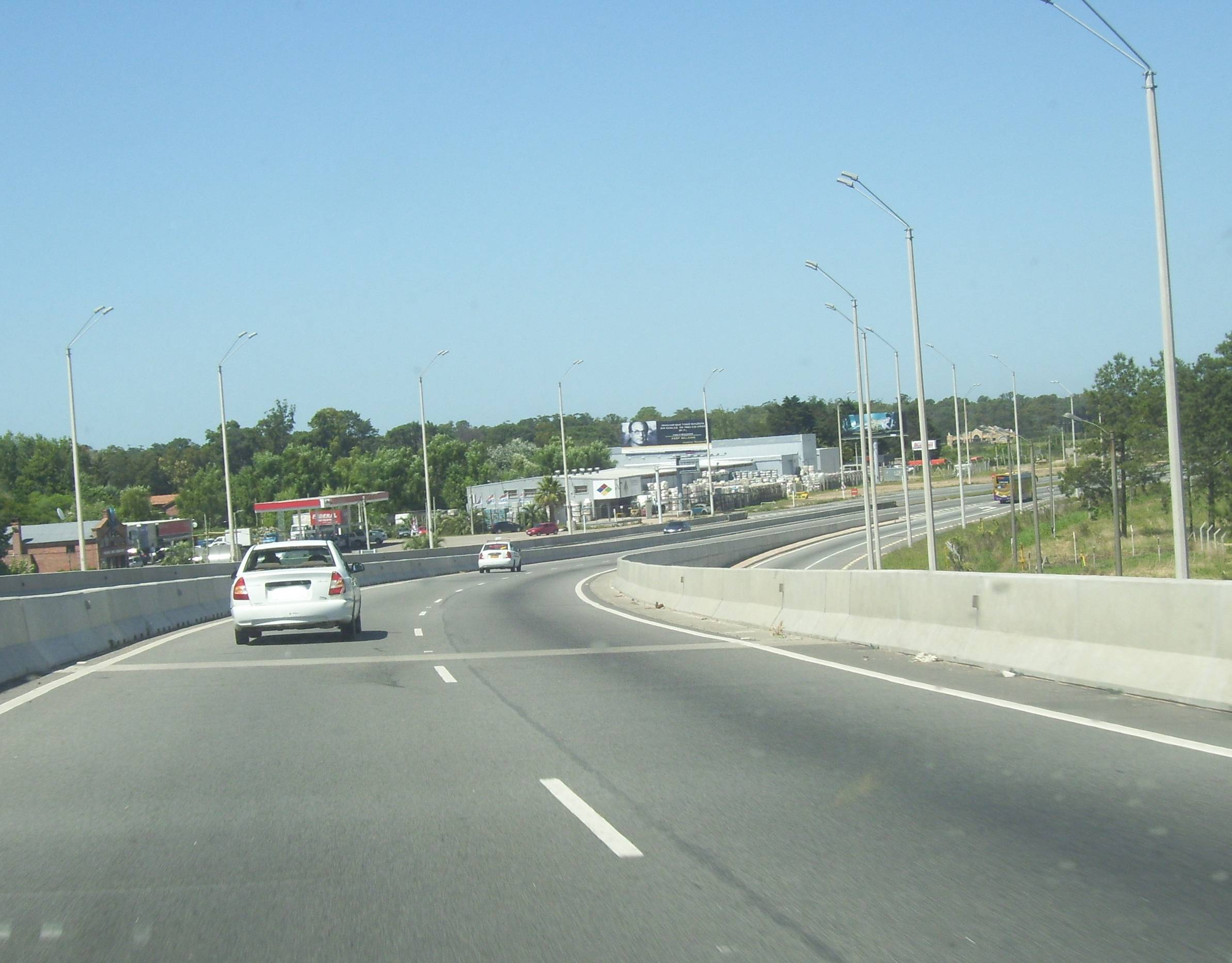
Accès à l'aéroport international de Montevideo par la Route 101 à Barros Blancos.
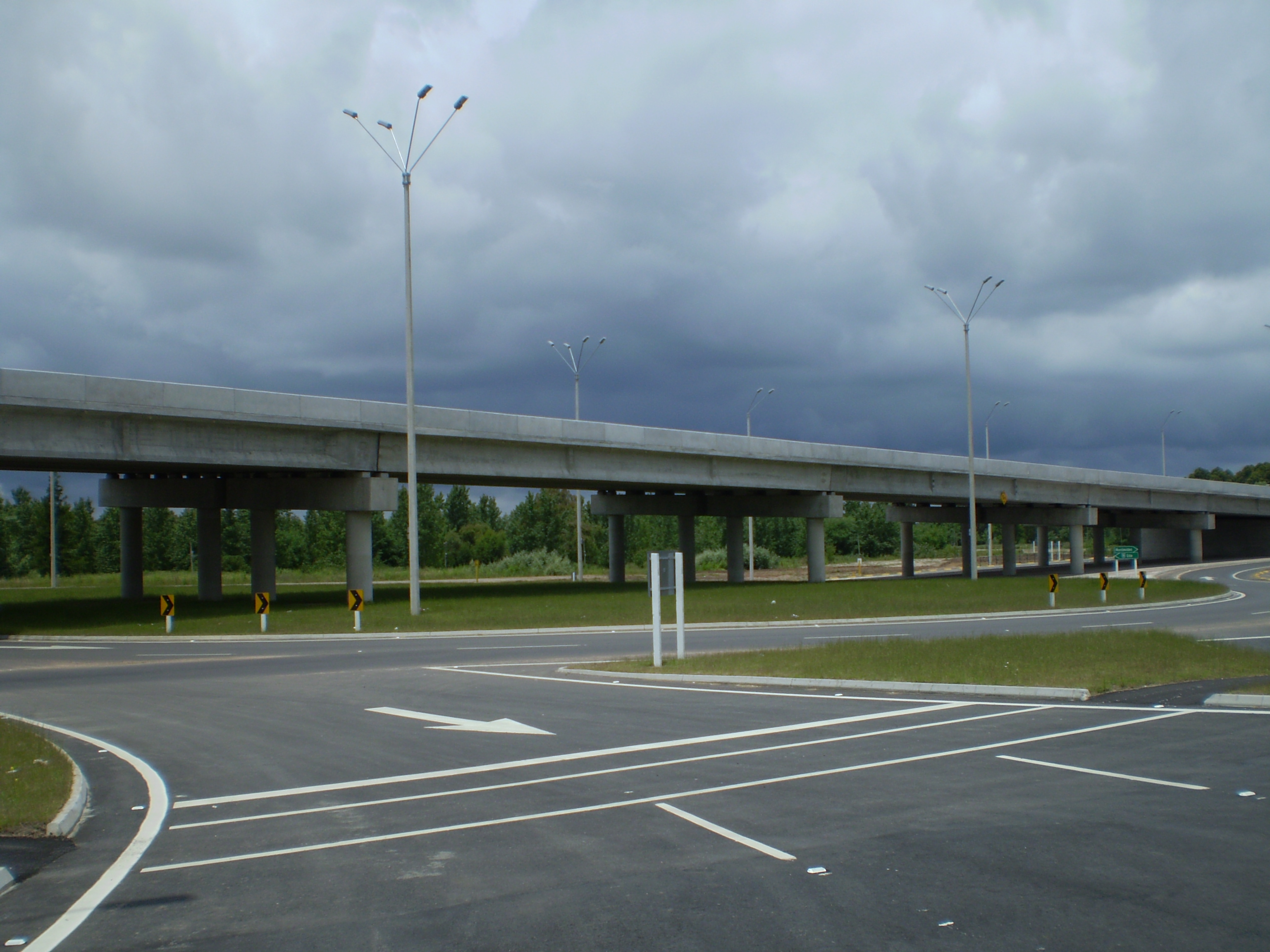
Accès autoroutier au nouvel aéroport de Montevideo-Carrasco depuis Barros Blancos.